# Дион (Грчка)
Дион (грч. Δίον) је насељено место у општини Дион-Олимп у периферији Средишња Македонија, Грчка. Према попису из 2021. године било је 1.120 становника.
Насеље је 1913. године имало 116 житеља Грка. Село се раније звало Малатрија. У близини се налази антички град Дион по коме село носи назив. Сматра се да се ту налазио храм посвећен богу Зевсу (Дијас).